# Primera División (Uruguay) 1951
Die Saison 1951 der Primera División war die 48. Spielzeit (die 20. der professionellen Ära) der höchsten uruguayischen Spielklasse im Fußball der Männer, der Primera División.
Die Primera División bestand in der Meisterschaftssaison des Jahres 1951 aus zehn Vereinen, deren Mannschaften in den insgesamt 90 Meisterschaftsspielen jeweils zweimal aufeinandertrafen. Es fanden 18 Spieltage statt. Die Meisterschaft gewann Peñarol Montevideo als Tabellenerster vor Nacional Montevideo und den Rampla Juniors als Zweitem und Drittem der Saisonabschlusstabelle. Als Tabellenletzter stiegen die Montevideo Wanderers aus der Primera División in die Segunda División ab. Torschützenkönig wurde mit 17 Treffern Juan Hohberg.

## Jahrestabelle
| Pl. | Verein                     | Sp. | S  | U | N  | Tore    | Diff. | Punkte |
| --- | -------------------------- | --- | -- | - | -- | ------- | ----- | ------ |
| 1.  | Peñarol Montevideo         | 18  | 13 | 3 | 2  | 050:140 | +36   | 29     |
| 2.  | Nacional Montevideo (M)    | 18  | 12 | 3 | 3  | 050:210 | +29   | 27     |
| 3.  | Rampla Juniors             | 18  | 8  | 6 | 4  | 040:280 | +12   | 22     |
| 4.  | Central                    | 18  | 6  | 6 | 6  | 023:290 | −6    | 18     |
| 5.  | CA Cerro                   | 18  | 7  | 3 | 8  | 026:380 | −12   | 17     |
| 6.  | Danubio FC                 | 18  | 6  | 4 | 8  | 030:360 | −6    | 16     |
| 7.  | River Plate                | 18  | 6  | 4 | 8  | 031:410 | −10   | 16     |
| 8.  | Club Atlético Defensor (N) | 18  | 4  | 4 | 10 | 025:360 | −11   | 12     |
| 9.  | Liverpool FC               | 18  | 3  | 6 | 9  | 020:370 | −17   | 12     |
| 10. | Montevideo Wanderers       | 18  | 4  | 3 | 11 | 024:390 | −15   | 11     |

| (M) | Meister der vorangegangenen Saison  |
| (N) | Aufsteiger aus der Segunda División |